# Друзила (Мавретания)
Вижте пояснителната страница за други личности с името Друзила.
Друзила (на гръцки: η Δρουσìλλη; на латински: Drusilla, * 5 г.) е принцеса от Мавретания.
Друзила е дъщеря на цар Юба II и Клеопатра Селена II и така внучка на Марк Антоний и Клеопатра. Тя е сестра на Птолемей (цар на Мавретания).
Тя е родена вероятно в Кесарея, столицата на Мавретания (днес Шаршал, Алжир). Майка ѝ умира през 6 г. и тя получава възпитание в Рим и се романизира.
Тя е леля на Друзила от Мавретания (* 38), която се омъжва за Марк Антоний Феликс и за Сохемус, цар-жрец на Емеса.